# Олимпиада (имя)
Олимпиа́да — женское русское личное имя греческого происхождения, восходит к греч. Ὄλυμπος — названию горного кряжа на границе Пиерии - Македония - и Фессалии, считавшийся в греческой мифологии местопребыванием богов  + греч. ᾠδά — пение) — в переводе означающее — воспевающая Небо, воспевающая богов.
Первой знаменитой женщиной с именем Олимпиада стала Олимпиада Эпирская — мать Александра Македонского, она взяла это имя в честь победы мужа, царя Филиппа, на древних Олимпийских играх.
В православии 25 июля (7) августа празднуется память Олимпиады Константинопольской, святой диаконисы V века, собеседницы и ученицы Иоанна Златоуста.
Уменьшительные формы имени: Ада, Ала, Аля, Лея, Лиля, Лима, Липа, Липуся, Липуша, Липочка, Олимпиадка, Оля, Пия, Олеся